# Claudio Malagoli
Claudio Malagoli (Novellara, 27 luglio 1951 – Nervesa della Battaglia, 10 giugno 1988) è stato un cestista italiano.
Giocava come ala piccola. Ha disputato varie stagioni in Serie A1, con l'Ignis Varese, la Snaidero Udine, la Mecap Vigevano e la Bartolini Brindisi. I suoi punti di forza erano l'uno contro uno, lo stacco da terra e il tiro dalla distanza, quando il tiro da tre punti non era ancora stato introdotto.

## Carriera
Soprannominato lupetto, già a diciotto anni vinse il suo primo scudetto, con la Pallacanestro Varese nel 1968-69. Bissò la stagione successiva. Esordì giovanissimo nella nazionale italiana, il 23 novembre 1971 in Italia-All Stars 94-113 e con la quale detiene il quarto posto assoluto per punti segnati in una partita, quella di Istanbul, contro la Turchia con 40 punti messi a segno il 25 maggio 1978.

Malagoli, al suo primo anno a Brindisi, con coach Pasini.

Dal 1970-71 al 1975-76 giocò nella Snaidero Udine. Dal 1976-77 è alla Mecap Vigevano, con cui conquista una promozione dall'A2 all'A1, ma la società lombarda retrocederà subito.
Nel 1979-80 veste la maglia della Pallacanestro Brindisi disputando il campionato di Serie B. Al primo anno conquista subito la promozione in A2 realizzando 26.2 punti a partita. La squadra pugliese, soprannominata Stella del Sud, ottiene degli ottimi risultati anche in A2 e Malagoli è uno dei leader della cavalcata in A1 grazie ai quasi 29 punti di media messi a segno. Viene ricordato anche per una partita contro la Virtus Bologna, in cui diede molti problemi all'avversario Gianni Bertolotti. Dopo una breve parentesi "senese" con la Mens Sana Siena, tornò a Brindisi per altre due stagioni.
Oramai brindisino di adozione, pur di rimanere nella città adriatica, scelse di giocare in una delle tante squadre minori di Brindisi che militavano in C, la Buen Caffè Brindisi del presidente Giovanni Di Bella. Nella stagione 1984-1985 in campionato realizza 32.0 punti a partita, 897 totali in 28 gare. Nella corsa alla promozione però la Buen Caffè viene sconfitta nei playoff dal Monte di Procida, nonostante i 28 punti di media di Malagoli nelle tre sfide coi campani. Nel campionato di C 1985-1986 "Lupetto" si supera: segna la bellezza di 1.096 punti in 29 presenze, alla media di 37.8 punti a partita. Il 13 aprile 1986 contro la Virtus Ragusa realizza addirittura 65 punti, suo record personale, con la sua Brindisi che vince per 104 a 84. Malagoli chiude la stagione con ben 25 gare da almeno 30 punti e 14 prove da 40 o più punti, compresi i 65 sopracitati. I suoi 37.8 di media del 1985-1986 sono una delle medie più alte mai registrate a livello di campionati FIP. Nel 1986-1987 con una Pallacanestro Brindisi targata Ifil disputa il campionato di serie B1: oltre 26 punti di media in 29 presenze per concludere la sua esperienza brindisina. Chiude poi nel Citrosil Verona.
Nella sua carriera cestistica ha realizzato 10.642 punti nei campionati FIP.
È morto nel 1988 all'età di 36 anni in un incidente stradale proprio come Elio Pentassuglia, suo estimatore, anch'egli nello stesso anno.
Davide Micalich ha dedicato a Claudio Malagoli il libro La mano come una colt edito nel 2007.

## Palmarès
- Campione del Mondo con la Nazionale Militare
- Campionato italiano: 2

Pall. Varese: 1968-69, 1969-70
- Coppa Italia: 2

Pall. Varese: 1968-69, 1969-70
- Coppa dei Campioni: 1

Pall. Varese: 1969-70
- Promozione in Serie A1: 2

Mecap Vigevano: 1977-78
Pallacanestro Brindisi: 1980-81
- Promozione in Serie A2: 3

Mecap Vigevano 1976-77
Arredamenti F.lli Palermo Brindisi 1979-80
Scaligera Verona 1987-88